# یکریختی
یکریختی یا ایزومورفیسم در ریاضیات، یک نگاشت ساختار-نگهدارنده بین دو ساختار هم نوع است که از آن می توان برای نگاشت معکوس استفاده کرد. دو ساختار ریاضیاتی در صورتی یکریخت اند که بین آن ها یکریختی موجود باشد. واژه ایزومورفیسم از یونانی باستان گرفته شده است و شامل:  ἴσος isos به معنی «برابر» و  μορφή morphe به معنی «ریخت» یا «شکل» یا «حالت» است.
در جبر مجرد، یک تابع دوسویی همریختی است. دو ساختار ریاضی را یکریخت (ایزومورف) نامیم هرگاه یک یکریختی بینشان باشد.

## تعریف
فرض کنید {\displaystyle (G,*)} و {\displaystyle (G',*')} گروه باشند، تابع 'φ:  G → G را یکریختی (ایزومورفیسم) گوییم هرگاه دوسویی (یک به یک و پوشا) باشد و
{\displaystyle \forall a,b\in G} {\displaystyle \varphi (a*b)=\varphi (a)*'\varphi (b)}
عبارت بالا را اغلب به صورت ساده شدهٔ {\displaystyle \varphi (ab)=\varphi (a)\varphi (b)} می‌نویسند. باید توجه داشت که در این تعریف، حاصل‌ضرب سمت چپ (یعنی ab در {\displaystyle \varphi (ab)}) در G است ولی حاصل‌ضرب {\displaystyle \varphi (a)\varphi (b)} در 'G می‌باشد.

## مثال‌ها
- فرض کنید (×,+R) گروه تمام اعداد حقیقی مثبت تحت ضرب و (+,R) گروه تمام اعداد حقیقی تحت جمع باشد. تابع لگاریتم را با هر پایه ثابت b از +R بروی (یعنی تابع پوشا است) R در نظر بگیرید. {\displaystyle \log _{b}:\mathbf {R} ^{+}\to \mathbf {R} } از آنجایی که برای هر x و y عضو R داریم: {\displaystyle \log _{b}(xy)=\log _{b}(x)+\log _{b}(y)\!} پس لگاریتم یک همریختی است و از آنجایی که یک به یک و پوشا نیز هست پس یک یکریختی می‌باشد.
- Z تحت جمع و R تحت جمع یکریخت نیستند، زیرا هیچ تابع یک‌به‌یکی از Z بروی R وجود ندارد.

## قضیه‌ها
- هر گروه دوری نامتناهی G با گروه جمعی Z از اعداد صحیح یکریخت است.
- قضیه کِیلی: هر گروه با گروهی از جایگشت‌ها یکریخت (ایزومورف) است. این قضیه منسوب به آرتور کیلی، ریاضیدان انگلیسی است.